# Pappadagar i Råttans år
Pappadagar i Råttans år är Daniel Möllbergs debutroman, och kom 2007. Den handlar om Alexanders tillvaro som ensamstående pappa till två barn med trasslig ekonomi och problem med att få karriären att gå ihop, kombinerat med sorgen efter misslyckandet med mamman till hans barn och dåligt självförtroende. Man får följa hans väg från botten till toppen, igenom jakt efter arbete och bostad, tills han kommer över all ångest och hittar kärleken igen.